# Astacus (geslacht)
Astacus is een geslacht van kreeften uit de familie Astacidae.

## Soorten
- Astacus astacus (Linnaeus, 1758) – Europese rivierkreeft
- Astacus squilla